# ألبرت تيمر
ألبرت تيمر (بالهولندية: Albert Timmer) ولد بتاريخ 13 يونيو 1985 في هولندا، هو دراج هولندي في صنف سباق الدراجات على الطريق.